# 鶴松院
鶴松院（かくしょういん、生没年不詳）は、吉良氏朝の妻。通説では系図類に基づいて北条氏康の娘とされてきたが、実際には北条長綱（幻庵・宗哲）の娘を氏康の養女にしたと考えられている。

## 概要
吉良氏朝は生母（堀越六郎の妻）も養母（吉良頼康の妻）も共に北条氏綱（長綱の兄で氏康の父）の娘であったため、吉良氏と北条氏の間で二重の縁組が行われたことになる（ちなみに堀越氏は吉良氏の分家筋にあたる）。
永禄3年（1560年）、鶴松院が吉良氏朝に嫁ぐ際に、長綱は全24条からなる「宗哲覚書」を送っている。これは当時の大名家の女性の教養や生活について説かれており、史料としての価値も高い。また、永禄10年（1567年）10月に長綱が「息女」の希望に応えて『太平記』を写本して与え、その本を更に写本したものが今日伝わる「相承院本太平記」であり、巻四十奥書にもその経緯が記されている。この記載内容から、吉良氏朝に嫁いだ女性＝長綱の「息女」と考えるのが妥当とされている。
永禄11年（1568年）に氏朝の嫡男吉良氏広（後の蒔田頼久）を生んでいるが、その後の動向は不明。法号は「鶴松院殿快密寿慶大姉」。ただし、長綱から婚姻に伴って氏朝に与えられたと思われる武蔵国大井郷（現在の埼玉県ふじみ野市）が天正7年（1579年）から同15年（1587年）の間に長綱の元に戻っているため、鶴松院の死去に伴って返還された可能性がある。